# Осиола (Небраска)
Осиола (енгл. Osceola) град је у америчкој савезној држави Небраска.

## Демографија
По попису из 2010. године број становника је 880, што је 41 (-4,5%) становника мање него 2000. године.
| Група             | 2000.       | 2010.       |
| Белци             | 913 (99,1%) | 866 (98,4%) |
| Афроамериканци    | 0 (0,0%)    | 0 (0,0%)    |
| Азијати           | 0 (0,0%)    | 1 (0,1%)    |
| Хиспаноамериканци | 4 (0,4%)    | 5 (0,6%)    |
| Укупно            | 921         | 880         |